# 天主教景县教区

天主教景县教区（拉丁文：Dioecesis Chimsciensis）是天主教在中国河北省建立的一个教区。
1939年4月25日，教廷从法国香槟省耶稣会负责的献县教区分出景县监牧区，由奧地利耶穌會神父負責，主教座堂设在景县。首任监牧主教为凌安澜（耶稣会士奥地利国籍）。
1946年，天主教在中国正式建立了圣统制，景县监牧区改称景县教区。辖景县、宁津县、东光、吴桥、故城、阜城、武邑、枣强、衡水、冀县、南宫、新河12县。景县教区总本堂区辖冀县、东光县、武邑县、南宫县、南宫县呼家岩、枣强县、吴桥县、新河县团里、衡水县仲景、景县黄古庄、阜城县、景县河渠、宁津县、景县清草河共15个本堂区。
景县教区的一项重要经济来源是经营房产、土地。原景县教区共拥有房产900间，占地115亩，土地280亩。其中包括教区驻天津办事处房产8间，北京王驸马支堂房产30间，占地11亩。
景县教区成立的当年，獻縣教區设在河间的總修院，发生22人被日军杀害的事件，于是獻縣、永年、大名和景縣4个教區為安全起見，联合在景縣开办若石總修院（St. Joseph Seminary）。1942年起，蒲敏道神父担任院长。1946年1月，蒲敏道院长被逐出景县。于是若石總修院遷到北京王駙馬胡同。1949年再次迁移到菲律宾。
1949年，景县教区有教徒33584人，大教堂17座，中小教堂或祈祷所121处。主教府拥有房屋203间，占地面积25亩。有修道院、修女院、耶稣会、小修道院各1处。
文化大革命期间，景县教区教堂被占，教务中断。1980年后，景县教区（改称衡水教区）恢复教务，1990年，教区拥有主教1人，神甫26名，修生12名，修女12名；有修女院1处；恢复教堂50座，落实教产80处计424间，2009年全教区共有教徒26000多人，分布在衡水市、饶阳县、阜城县、景县、枣强县、深州市、安平县、武强县、武邑县和冀州市。

## 修会
- 善导圣母会

## 历任主教
- 凌安澜（1939—1967）
- 文兴（1981—1999）
- 陈锡禄（1999—2008）
- 封新卯（2008—）